# Grand Prix d’Anvers
Der Grand Prix d’Anvers (Antwerpen) war ein Wettbewerb im Bahnradsport, der in der belgischen Stadt Antwerpen für Sprinter veranstaltet wurde. Unter diesem Namen wurde auch in einigen Jahren ein Großer Preis für Steher ausgefahren. Ebenso gab es Automobilrennen gleichen Namens.

## Geschichte
Der Grand Prix d’Anvers wurde zum ersten Mal 1895 auf der Radrennbahn Vélodrome d’Anvers Zuremborg im Stadtteil Merksem von Antwerpen ausgefahren, wo 1920 auch die Wettbewerbe im Bahnradsport während der Olympischen Sommerspiele stattfanden. Seit Mitte der 1930er Jahre wurde der Grand Prix im Sportpaleis Antwerpen veranstaltet, in dem auch von 1934 bis 1994 ein Sechstagerennen gefahren wurde. Nach 1908 fand das Rennen längere Zeit nicht statt, da der Stehersport die damaligen Fliegerrennen an Popularität übertroffen und letztere kaum noch veranstaltet wurden. Erster Sieger war George Banker, der spätere Weltmeister im Sprint aus den USA. Das Rennen wurde zum letzten Mal 1980 ausgetragen und vom Schweizer Heinz Isler gewonnen.

## Sieger
- 1895  George A. Banker
- 1896  Edmond Jacquelin
- 1897  Robert Protin
- 1898  Emanuel Kudela
- 1899  Paul Bourillon
- 1900  Harrie Meyers
- 1901  Charles Van Den Born
- 1902  Harrie Meyers
- 1903  Pietro Bixio
- 1904  Henry Mayer
- 1905 nicht ausgetragen
- 1906  Gabriel Poulain
- 1907 nicht ausgetragen
- 1908  Thorvald Ellegaard
- 1909–1931 nicht ausgetragen
- 1932  Jef Scherens
- 1933  Jef Scherens
- 1937  Jef Scherens
- 1938  Arie van Vliet
- 1939 nicht ausgetragen
- 1940  Arie van Vliet
- 1941  Jef Scherens
- 1942  Jef Scherens
- 1943  Louis Gérardin
- 1944–1949 nicht ausgetragen
- 1950  Reg Harris
- 1951  Arie van Vliet
- 1955  Arie van Vliet
- 1956  Oscar Plattner
- 1957  Arie van Vliet
- 1958  Jos De Bakker
- 1959  Jan Derksen
- 1960  Antonio Maspes
- 1961  Antonio Maspes
- 1962  Jan Derksen
- 1963  Jan Derksen
- 1968  Patrick Sercu
- 1969  nicht ausgetragen
- 1970  Leijn Loevesijn
- 1971  Robert Van Lancker
- 1974  Robert Van Lancker
- 1975–1979 nicht ausgetragen
- 1980  Heinz Isler